# إسماعيل العارف
العميد الركن إسماعيل العارف ( 1919 - 1989) سياسي عراقي.

## نشأته
ولد عام 1919 . تخرج من كلية الحقوق في جامعة بغداد وأكمل شهادة الدكتوراه من جامعة براغ في تشيكوسلوفاكيا، ويحمل لقب زميل في جامعة أدنبرة بالمملكة المتحدة.

## تنظيم الضباط الوطنيين وحياته السياسية
كان عضوا في تنظيم الضباط الوطنيين وكان برتبة مقدم عند قيام ثورة 14 تموز 1958 بقيادة عبد الكريم قاسم.
شغل منصب وزير المعارف في 3 آذار 1960 خلفا للزعيم الركن محيي الدين عبد الحميد الذي صار وزيرا للصناعة، ثم كلف أيضا بمنصب وزير الإرشاد بالوكالة خلفا للدكتور فيصل السامر الذي نقل إلى السلك الخارجي.
بقي في منصبيه حتى قيام ثورة 8 شباط 1963 والإطاحة بحكومة عبد الكريم قاسم، حيث قبض عليه وأودع في السجن.
بعد ثورة 17 تموز 1968، عين سفيرا للعراق في تشيكوسلوفاكيا. 

## المنفى ووفاته
عاش بقية حياته منفياً في لندن وتوفي في الولايات المتحدة سنة 1989 .

## مؤلفاته
وله نشاطات علمية في هذه الجامعة وله مؤلفات عدة صدر بعضها في الولايات المتحدة باللغة الإنجليزية منها:
- أسرار ثورة 14 تموز وتأسيس الجمهورية في العراق، صدر في لندن سنة 1986.

## كتب عنه
- رسالة ماجستير في كلية التربية بجامعة ديالى بعنوان: «إسماعيل العارف و دوره العسكري و السياسي في العراق 1919 - 1989»[1]